# Aurora. Reflexions sobre els prejudicis morals

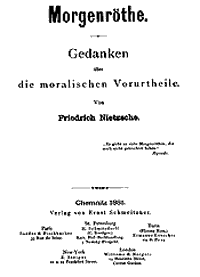
Portada de la primera edició (1881)

Aurora. Reflexions sobre els prejudicis morals (títol original en alemany: Morgenröthe. Gedanken über die moralischen Vorurtheile) és un llibre escrit entre 1879 i 1881 pel filòsof alemany Friedrich Nietzsche.

## Contingut de l'Obra
Està compost per cinc llibres (capítols), escrits en la seua gran majoria en forma d'aforismes curts. Nietzsche planteja els seus pensaments sobre temes com: moral, cristianisme, filosofia, art i vida.

### Llibre I (meditacions sobre judicis morals)
En aquest llibre Nietzsche exposa el seu pensament sobre moral. Sobre aquest tema diu entre altres coses, que no és una moral total, que ha estat creada i que com a tal ha estat imposada per mitjans tals com l'educació. No obstant això a l'haver-se fet creure que aquesta té un caràcter sacre, s'ha fet impensable criticar-la o revertir alguns canvis que s'han generat en ser imposada. Els trastorns morals llavors es duen a la pràctica quan els sentiments i l'actuar del ser humà en general es veuen afectats per les conseqüències d'aquest actuar sota la moral. Es pot veure llavors tant la por al càstig per la immoralitat, com la satisfacció i el sentiment de comoditat quan es fa "una bona obra".

### Llibre II
La submissió a les lleis morals (diu el llibre II) fa que la moral sent funcional cent per cent en el cap dels homes, siga presa com una mica que està generalment per sobre de nosaltres. Però després de l'aparença està l'egoisme dels homes, que unit a les seues ganes d'ajudar el proïsme, realitzen les seues obres pensant en el més enllà.
La persecució d'una fi resulta un absurd per a Nietzsche, ja que li considera que els grans problemes "caminen llençats pel carrer".

### Llibre III
En aquest llibre ja dona un gir entorn dels seus temes abordats anteriorment. Un exemple d'això són els aforismes referents a la música i a l'art enfront del poble alemany. Després de la música i la força que inspira, ja la devoció així mateix que té el poble alemany enfront de figures com Estel, fa que siga el mateix poble culpable de grans atrocitats "immorals" o de sistemàtics embrutiments amb l'alcohol.
El desig alemany segons Nietzsche, és un dels més vanitós i toscs d'Europa, per tant les seues categories i pensadors, poden ser adulats com Kant o odiats com Schopenhauer, però amb poc rigor. En això la seua devoció mancada totalment a la seua qualitat.

### Llibre IV
En aquest capítol Nietzsche aborda algunes "veritats filosòfiques" que intentara aclarir. D'una banda està l'anomenada "cosa en si" sistemàticament com preocupació dels filòsofs, fent ús del seu famós exemple de l'espill. "D'una banda penses que l'espill ho reflecteix tot i ho busques incansablement, però quan arribes a l'espill no veus més que el reflex de les coses". És aquest menyspreu en el capítol IV, el qual Nietzsche amb més força ataca a Kant i la seua imperatiu categòric, ara amb la finalitat de l'egoisme dels mateixos que segons ell, adulen l'altruisme. La critica als altres, i la insatisfacció per la solitud estan presents en les gents actuals (diu Nietzsche), Allunyats aquests pel plaer no de delectar-se a si mateixos, si a no als altres.

### Llibre V
En aquest capítol aborda el comportament i les opinions que segons l'han inspirat. Tant les investigacions que va decidir abandonar per considerar-les vanes, com l'inconvenient de la bellesa i de veure al seu torn tot bell com ho fa l'artista.
En aquest capítol usa diàlegs entre A i B, que no resulten més que l'intel·lectual modern (a) i el seu propi pensament (b).